# Aéroport de Zhaotong
L'aéroport de Zhaotong est un aéroport en Chine. Il est desservi par la compagnie China Eastern Airlines.